# Sitzschlinge

Sitzgurt (Orange) und Brustgurt (Blau, Grün) aus Bandschlingen

Eine Sitzschlinge ist eine lange Bandschlinge, die als behelfsmäßiger Ersatz für einen Klettergurt benutzt wird.

## Funktionsweise
Die Schlinge wird von hinten nach vorne um den Körper gelegt. Ein Teil der Schlinge liegt oberhalb vom Gesäß um die Hüfte, der andere unterhalb vom Gesäß um die Beine. Der untere Teil wird zwischen den Beinen zusätzlich nach vorne und durch die oberen Buchten geführt und mit einem Karabiner verbunden.
Ist die Bandschlinge sehr kurz, kann die untere Bucht direkt mit den oberen verbunden werden.
Man sitzt in der Sitzschlinge, die am Karabiner aufgehängt wird, beispielsweise zum Arbeiten oder beim Abseilen im Gebirge. Vor der Verbreitung des Halbmastwurfs wurde früher beim Abseilen der Karabinersitz verwendet. Beim Segeln kann eine solche Schlinge als Ersatz für den Seemannsstuhl dienen.
Die Schlinge kann im Notfall auch aus einer Reepschnur mit einem Sackstich oder Spierenstich selbst geknüpft werden. Jedoch schneidet die Reepschnur stark ein, deswegen ist die Verwendung eines starken Seils anzuraten. Bei der vorzuziehenden Verwendung von Bandmaterial wird die Sitzschlinge mit einem Bandschlingenknoten hergestellt. Früher wurden gespleißte Endlosschlingen verwendet.
Im Notfall kann eine zweite Schlinge zusätzlich als Brustgurt dienen. Hiermit erreicht man eine bessere vertikale Position.